# Leichtathletik-Halleneuropameisterschaften 2021/Teilnehmer (Belgien)
| Gelbes Symbol für Goldmedaillen mit stilisierten Olympischen Ringen | Graues Symbol für Silbermedaillen mit stilisierten Olympischen Ringen | Braundes Symbol für Bronzemedaillen mit stilisierten Olympischen Ringen |
| ------------------------------------------------------------------- | --------------------------------------------------------------------- | ----------------------------------------------------------------------- |
| 2                                                                   | 2                                                                     | 1                                                                       |

Aus Belgien starteten 14 Athletinnen und 16 Athleten bei den Leichtathletik-Halleneuropameisterschaften 2021 in Toruń, die fünf Medaillen (2 × Gold, 2 × Silber und 1 × Bronze) errangen sowie eine Weltjahresbestleistung aufstellten.
Die belgische Delegation bestand ursprünglich aus 32 Sportlerinnen und Sportlern und war damit die bis dato größte belgische Auswahl. Der Präsident des Flämischen Leichtathletikverbandes, Gery Follens, begründete dies damit, dass in der schwierigen Pandemiezeit es nur wenige Wettkampfmöglichkeiten gibt, und deshalb großzügig entschieden und so viele Athleten wie möglich ausgewählt wurden, vor allem mit Blick auf die Olympischen Spiele in Tokio.
Nicht teilnehmen konnten der Stabhochspringer Ben Broeders mit einer Kniesehnenverletzung und Mittelstreckler Ismael Debjani mit einer Wadenverletzung. Hochspringerin Claire Orcel reiste nicht nach Toruń, da Merel Maes wegen besserer Leistung den Vorzug erhielt. Auch wurde für die 4-mal-400-Meter-Staffel nicht Julien Watrin ausgewählt, wie es Jacques Borlée vorschlug, sondern die drei Brüder Kevin, Jonathan sowie Dylan Borlée und Alexander Doom.
Kurzfristig absagen mussten Hürdenläufer Michael Obasuyi, der sich eine Trainingsverletzung zuzog, als auch 800-Meter-Läuferin Renée Eykens aufgrund einer Blinddarmoperation.
Weil positiv auf SARS-CoV-2 getestet, konnte 800-Meterläuferin Eline Berings ihren Wettkampf nicht abschließen.

## Ergebnisse

### Frauen

#### Laufdisziplinen
| Athletin               | Disziplin   | Vorlauf     | Vorlauf | Halbfinale         | Halbfinale         | Finale             | Finale             |
| Athletin               | Disziplin   | Zeit        | Platz   | Zeit               | Platz              | Zeit               | Platz              |
| ---------------------- | ----------- | ----------- | ------- | ------------------ | ------------------ | ------------------ | ------------------ |
| Rani Rosius            | 60 m        | 7,30 s      | 9       | 7,29 s             | 11                 | nicht qualifiziert | nicht qualifiziert |
| Cynthia Bolingo Mbongo | 400 m       | 52,27 s SB  | 5       | 53,74 s            | 17                 | nicht qualifiziert | nicht qualifiziert |
| Camille Laus           | 400 m       | 53,68 s     | 32      | nicht qualifiziert | nicht qualifiziert | nicht qualifiziert | nicht qualifiziert |
| Hanne Maudens          | 400 m       | 53,63 s     | 30      | nicht qualifiziert | nicht qualifiziert | nicht qualifiziert | nicht qualifiziert |
| Mirte Fannes           | 800 m       | 2:05,65 min | 18      | nicht qualifiziert | nicht qualifiziert | nicht qualifiziert | nicht qualifiziert |
| Vanessa Scaunet        | 800 m       | 2:06,44 min | 26      | 2:07,71 min        | 18                 | nicht qualifiziert | nicht qualifiziert |
| Lindsey De Grande      | 1500 m      | 4:18,45 min | 20      | –––                | –––                | nicht qualifiziert | nicht qualifiziert |
| Elise Vanderelst       | 1500 m      | 4:10,49 min | 5       | –––                | –––                | 4:18,44 min        | Gold               |
| Eline Berings          | 60 m Hürden | 8,19 s      | 21      | DNS                | –                  | nicht qualifiziert | nicht qualifiziert |
| Anne Zagré             | 60 m Hürden | 8,06 s      | 12      | 8,08 s             | 12                 | nicht qualifiziert | nicht qualifiziert |

#### Sprung/Wurf
| Athletin    | Disziplin      | Qualifikation | Qualifikation | Finale             | Finale             |
| Athletin    | Disziplin      | Höhe          | Platz         | Höhe               | Platz              |
| ----------- | -------------- | ------------- | ------------- | ------------------ | ------------------ |
| Merel Maes  | Hochsprung     | 1,87 m        | 15            | nicht qualifiziert | nicht qualifiziert |
| Fanny Smets | Stabhochsprung | –––           | –––           | 4,45 m             | 7                  |

#### Fünfkampf
| Athletin         | Disziplin | 60 m Hürden | Hochsprung | Kugelstoßen | Weitsprung | 800 m          | Punkte  | Platz  |
| ---------------- | --------- | ----------- | ---------- | ----------- | ---------- | -------------- | ------- | ------ |
| Nafissatou Thiam | Ergebnis  | 8,31 s SB   | 1,89 m SB  | 15,16 m     | 6,60 m PB  | 2:18,80 min PB | 4904 WL | Gold   |
| Nafissatou Thiam | Punkte    | 1059        | 1093       | 872         | 1040       | 840            | 4904 WL | Gold   |
| Noor Vidts       | Ergebnis  | 8,27 s PB   | 1,83 m PB  | 13,83 m PB  | 6,47 m PB  | 2:12,59 min PB | 4791 PB | Silber |
| Noor Vidts       | Punkte    | 1068        | 1016       | 783         | 997        | 927            | 4791 PB | Silber |

### Männer

#### Laufdisziplinen
| Athlet                                                                                          | Disziplin         | Vorlauf                      | Vorlauf                      | Halbfinale         | Halbfinale         | Finale             | Finale             |
| Athlet                                                                                          | Disziplin         | Zeit                         | Platz                        | Zeit               | Platz              | Zeit               | Platz              |
| ----------------------------------------------------------------------------------------------- | ----------------- | ---------------------------- | ---------------------------- | ------------------ | ------------------ | ------------------ | ------------------ |
| Gaylord Kuba Di-Vita                                                                            | 60 m              | 6,76 s                       | 36                           | nicht qualifiziert | nicht qualifiziert | nicht qualifiziert | nicht qualifiziert |
| Kobe Vleminckx                                                                                  | 60 m              | 6,67 s                       | 12                           | 6,68 s             | 16                 | nicht qualifiziert | nicht qualifiziert |
| Dylan Borlée                                                                                    | 400 m             | 46,99 s SB                   | 15                           | nicht qualifiziert | nicht qualifiziert | nicht qualifiziert | nicht qualifiziert |
| Alexander Doom                                                                                  | 400 m             | 47,18 s                      | 20                           | nicht qualifiziert | nicht qualifiziert | nicht qualifiziert | nicht qualifiziert |
| Christian Iguacel                                                                               | 400 m             | 47,07 s PB                   | 18                           | 47,78 s            | 17                 | nicht qualifiziert | nicht qualifiziert |
| Eliott Crestan                                                                                  | 800 m             | 1:48,32 min                  | 3                            | 1:48,12 min        | 11                 | nicht qualifiziert | nicht qualifiziert |
| Aurèle Vandeputte                                                                               | 800 m             | 1:50,30 min                  | 25                           | nicht qualifiziert | nicht qualifiziert | nicht qualifiziert | nicht qualifiziert |
| Stijn Baeten                                                                                    | 1500 m            | 3:40,40 min                  | 10                           | –––                | –––                | 3:46,31 min        | 13                 |
| Oussama Lonneux                                                                                 | 1500 m            | 3:42,68 min PB               | 30                           | –––                | –––                | nicht qualifiziert | nicht qualifiziert |
| Michael Somers                                                                                  | 1500 m            | DQ (Spurverletzung TR17.3.2) | DQ (Spurverletzung TR17.3.2) | –––                | –––                | nicht qualifiziert | nicht qualifiziert |
| Robin Hendrix                                                                                   | 3000 m            | 7:46,76 min PB               | 3                            | –––                | –––                | 7:59,86 min        | 12                 |
| John Heymans                                                                                    | 3000 m            | DQ (Spurverletzung TR17.3.2) | DQ (Spurverletzung TR17.3.2) | –––                | –––                | nicht qualifiziert | nicht qualifiziert |
| Isaac Kimeli                                                                                    | 3000 m            | 7:49,46 min                  | 2                            | –––                | –––                | 7:49,41 min        | Silber             |
| Alexander Doom, Jonathan Borlée, Dylan Borlée, Kevin Borlée nicht eingesetzt: Christian Iguacel | 4 × 400 m Staffel | –––                          | –––                          | –––                | –––                | 3:06,96 min        | 4                  |

#### Sprung/Wurf
| Athlet        | Disziplin  | Qualifikation | Qualifikation | Finale | Finale |
| Athlet        | Disziplin  | Höhe          | Platz         | Höhe   | Platz  |
| ------------- | ---------- | ------------- | ------------- | ------ | ------ |
| Thomas Carmoy | Hochsprung | 2,21 m        | 7             | 2,26 m | Bronze |